# Петухов Іван Дмитрович (Герой Радянського Союзу)
Іван Дмитрович Петухов (рос. Иван Дмитриевич Петухов; 14 серпня 1919, Слобода — 22 серпня 1965) — радянський офіцер, учасник радянсько-фінської і німецько-радянської воєн, Герой Радянського Союзу (1944).

## Біографія
Народився 14 серпня 1919 року в селі Слободі (нині Краснинського району Смоленської області) в сім'ї селянина. Росіянин. Закінчив неповну середню школу, працював у своєму колгоспі. У 1936 році переїхав в село Губіно (нині Гагарінського району), закінчив школу механізаторів. Працював трактористом на Вороб'ївській МТС.
У 1939 році був призваний в Червону армію. Служив у бронетанкових військах механіком-водієм танка. Учасник радянсько-фінської війни 1939–1940 років.

### Німецько-радянська війна
З серпня 1941 року брав участь у німецько-радянській війні. У 1942 році закінчив Калинковицьке військове піхотне училище, евакуйоване в місто Вишній Волочок. У тому ж 1942 році вступив у ВКП(б). З травня 1942 знову брав участь у боях.
Батальйон 78-го гвардійського стрілецького полку (25-а гвардійська стрілецька дивізія, 6-а армія, 3-й Український фронт) під командуванням гвардії капітана Петухова разом з іншими підрозділами полку в ніч на 26 вересня 1943 року форсував Дніпро в районі села Військового (Солонянський район Дніпропетровської області) і оволодів плацдармом. У боях за розширення плацдарму за три доби безперервних боїв батальйон відбив більше 20 контратак ворога, а сам командир батальйону
особистим прикладом надихав бійців і командирів на виконання бойового завдання, водив бійців в контратаки, брав участь у рукопашних сутичках.
23 жовтня радянські війська перейшли в наступ. Після потужної артилерійської підготовки оборона противника була прорвана, і батальйон Петухова став стрімко просуватися вперед. Обходячи ворожі вузли опору і знищуючи їх атаками з тилу, гвардійці з боями пройшли десятки кілометрів, знищивши до 400 солдатів і офіцерів, захопивши 15 гармат, 12 мінометів і склад із зерном.
Указом Президії Верховної Ради СРСР від 22 лютого 1944 року за зразкове виконання завдань командування в боротьбі проти німецько-фашистських загарбників і проявлені при цьому мужність і героїзм Петухову Івану Дмитровичу було присвоєно звання Героя Радянського Союзу з врученням ордена Леніна і медалі «Золота Зірка» (№ 2 508).
Перебував на фронті до останнього дня війни. За чотири роки отримав шість поранень, але всякий раз повертався в стрій.

### Повоєнні роки

Могила Івана Петухова

У 1945 році закінчив курси «Постріл». З 1961 року полковник Петухов — в запасі. Жив у місті Кременчуці Полтавської області. Помер 22 серпня 1965 року. Похований в Севастополі на Братському кладовищі радянських воїнів.

## Нагороди
Нагороджений орденами Леніна, Червоного Прапора, Богдана Хмельницького 2-го ступеня, Олександра Невського, Червоної Зірки, медалями.